# Tipula (Savtshenkia) rufina maderensis
Tipula (Savtshenkia) rufina maderensis is een ondersoort van de tweevleugelige Tipula (Savtshenkia) rufina uit de familie langpootmuggen (Tipulidae). De ondersoort komt voor in het Palearctisch gebied.